# Dirty Workz
Dirty Workz is een Belgisch platenlabel dat voornamelijk hardstyle en jumpstyle uitbrengt. Het werd opgericht in 2006 door Koen Bauweraerts, beter bekend onder zijn artiestennaam Coone. Bekende hardstyle-dj's als Da Tweekaz, Wasted Penguinz en Sub Zero Project staan er onder contract. Dirty Workz bracht ook reeds vele jumpstylenummers uit van Fenix, Dr. Rude en Demoniak.
Dirty Workz is een sublabel van het Belgische label Toff Music. Toff Music brengt alle albums uit, terwijl Dirty Workz zich vooral toelegt op downloads en 12-inchsingles. Dirty Workz zelf is dan weer onderverdeeld in verschillende sublabels: ANARCHY, DWX Bounce, DWX Update en Wolf Clan. Anarchy legt zich toe zich op de raw hardstyle, terwijl DWX Bounce jumpstyle uitbrengt. DWX Update concentreert zich op de talenten, waar ze zich kunnen ontwikkelen met hun eigen stijl. Wolf Clan brengt een uitgebreidere stijl van de harddance uit.

## Artiesten
Dirty Workz
- Amentis
- Coone
- Crystal Lake
- Cyber
- Da Tweekaz
- Denza
- Dillytek
- Dr Phunk
- Dr Rude
- Ecstatic
- Firelite
- Hard Driver
- Jay Reeve
- Jesse Jax
- JNXD
- LNY TNZ
- Lowriderz
- Kane Scott
- Mandy
- Pherato
- Phrantic
- Primeshock
- Psyko Punkz
- Public Enemies (Hard Driver & Digital Punk)
- Refuzion
- Sickddellz
- Sub Sonik
- Sub Zero Project
- The Elite (alias van Coone, Hard Driver, Da Tweekaz)
- TNT (Technoboy 'N' Tuneboy)
- Wasted Penguinz
- Zatox

DWX Update
- Aria
- Blasco
- Forever Lost
- Heatwavez
- Horyzon
- Inpulsa
- Serzo
- Strixter
- Synthsoldier

Acid Reign
- Rebelion

Wolf Clan
- Rize
- Talon
- Teknoclash

Audiophetamine
- Audiofreq

Electric Fox
- Jakka-B
- Mike Enemy
- Mike Reverie
- Technikore
- Tweekacore (alias van Da Tweekaz)
- Quickdrop